# Mäsiarsky bok
Mäsiarsky bok je národní přírodní rezervace v katastrálním území města Krupina v okrese Krupina v Banskobystrickém kraji na Slovensku. Území bylo vyhlášeno v roce 1980 a jeho rozloha je 127,81 hektaru. Předmětem ochrany je lesní komplex s fragmenty původních nebo málo pozměněných porostů na svazích se skalními výchozy a sutinami.